# Siri
Siri (ˈsɪəri; на български: Сири, бекроним от английски: Speech Interpretation and Recognition Interface) е софтуерен интелигентен агент – гласов асистент, разработен от Apple Inc. Siri разпознава и изпълнява гласови команди, зададени по естествен начин, за да отговаря на въпроси или да изпълнява различни функции, достъпни в устройството. Siri към момента работи под операционните системи iOS и macOS на Apple.

## История
Първоначално е независимо приложение за iOS, достъпно в App Store. Siri е вградено приложение в операционната система iOS (5 или по-нова) и е достъпно за смартфоните iPhone 4S, iPhone 5, iPhone 5C, iPhone 5S, iPhone 6, iPhone 6 Plus, таблетите iPad 3, iPad 4, iPad Air, iPad mini, iPad Air 2, iPad mini 2 и музикалния плейър iPod Touch 5.

## Функции
Siri предлага много функции, като всички се управляват с естествени гласови команди, като:
- Провеждане на телефонни разговори;
- Провеждане на FaceTime видеоразговори;
- Отваряне на приложения;
- Изпращане на SMS или iMessage;
- Планиране, промяна, премахване или питане за събития от календара;
- Въпроси за резултати от мачове, началото им, информация за отборите и други;
- Навигиране до вкъщи или работно място на вас или на ваш приятел, както и до градове, държави, места[1] като ресторанти, кина, болници, магазини, училища, паркове и други видове бизнес места;
- Обновяване на статус във Facebook или Twitter и търсене в Twitter;
- Правене на резервации в ресторанти и преглед на отзиви[2] за тях;
- Преглеждане на отзиви за филми, купуване на билет[3], разписания за излъчването им и проучване за получени награди;
- Изпълняване на песен или станция в iTunes Radio, прескачане и връщане, питане за заглавие и изпълнител, купуване на или изпълняване на радиостанция от песен;
- Създаване, промяна или премахване на напомняне;
- Създаване и отговаряне на Email и проверка на пощата;
- Проверка за времето в текущата или друга локация, въпроси за градуси, състояние и вятър навън;
- Проверка на акции;
- Нагласяне на аларма и питане за часа или датата спрямо текущата или друга часова зона;
- Питане за информация за контакти като рождени дни, адрес, ел. поща, телефонен номер и други;
- Настройка на родна връзка и корекция на използваното от Siri произношение на имената;
- Създаване на бележка;
- Бързи настройки като включване и изключване на услуги и отваряне на настройките на дадено приложение;
- Извършване на търсене в интернет чрез определена търсачка като Bing (основна) и Google;
- „Q&A“ (въпроси и отговори) посредством Wolfram Alpha и Wikipedia от бита и ежедневието, като например въпроси за калориите в банан, конвертиране на валута, математически израз, разстоянието от Слънцето до Земята, население на държава, височината на връх Еверест, дълбочината на Тихия океан и много други;

И новите функции в iOS 8 са:
- Търсене в iTunes за музика, филми и телевизионни предавания;
- Търсене за книги в iBooks;
- Изпълнение, пауза, връщане или прескачане със секунди и търсене на подкастове в Podcasts;
- Търсене за приложения в App Store;
- Разпознаване на музика благодарение на интеграцията на Shazam;
- Активиране на Siri чрез казването на командата „Hey, Siri“ или „Hi, Siri“ само докато устройството се зарежда или е в приложението на Siri;
- Поточно разпознаване реч;

Siri има и режим за шофьори (през CarPlay), който позволява изпълняване на задачи на смартфона, без да се налага на шофьора да откъсва поглед от пътната обстановка.